# Zgharta
Zgharta o Zghorta (en árabe: زغرتا‎) es una extensa ciudad en el norte de  Líbano, con una población estimada de alrededor de 90 000 personas.

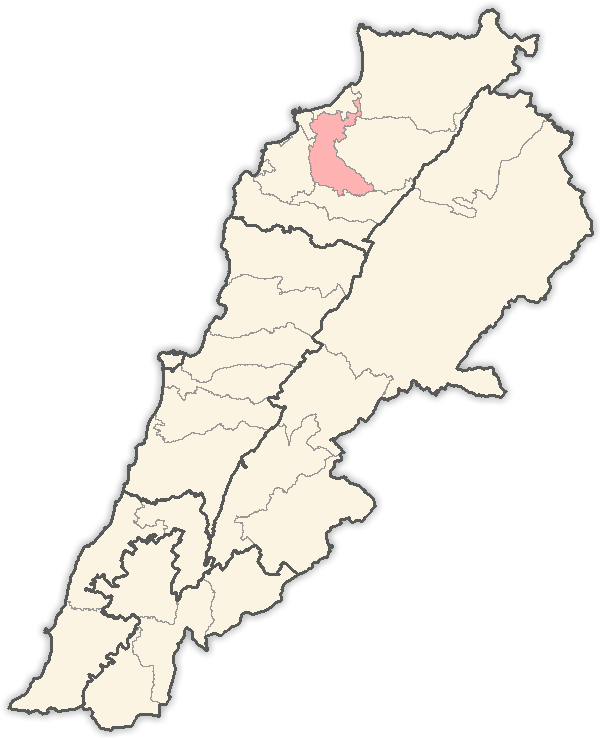
Distrito de Zgharta, Líbano

Zgharta está a unos 150 metros sobre el nivel del mar y se encuentra entre los ríos de Jouit y Rashein. Se halla a 23 kilómetros de Ehden, a 11 kilómetros de la ciudad costera de  Trípoli, 88,7 kilómetros de la capital de Líbano, Beirut, y 82 kilómetros de la ciudad de Siria más cercana, Tartús. Su historia y su gente están estrechamente asociados con el pueblo de Ehden. La mayor parte de los ciudadanos de Zgharta tienen casas en Ehden donde pasan el verano.
Es la sede del Distrito de Zgharta (Qadaa' Zgharta). Zgharta está estrechamente relacionado con la localidad de montaña de Ehden, compartiendo en esencia la misma población. Cada verano, la mayoría de las personas en Zgharta se van a pasar el verano en Ehden; esto se invierte en invierno, cuando Ehden está prácticamente desierta. Los zghartawis hablan el dialecto libanés con un acento distintivo, el acento siríaco original aplicado en lengua árabe. El siríaco se enseñaba en las escuelas locales hasta mediados de la década de 1900.
Zgharta tuvo dos Presidentes de Líbano: Suleiman Frangieh y René Moawad, y muchos políticos prominentes: Hamid Frangieh, Youssef Salim Karam, Semaan El Douaihy, Suleiman Frangieh Jr, Nayla Moawad, Estefan El Douaihy, Salim Bey Karam, Tony Frangieh, Jawad Boulos, Michel Moawad y Youssef Bahha El Douaihy. Ehden también produjo al menos cuatro patriarcas de la iglesia maronita (Gregorios de Ehden, David de Ehden, Jeremías de Amshit (1199-1230), Youhanna Makhlouf (1609-1633), George Omaira (1634-1644), Estefan El Douaihy (1670-1704)) y un líder nacionalista otomano, Youssef Bey Karam, que encabezó una rebelión contra el dominio turco. El poder político en el distrito de Zgharta está dominado por unas pocas familias rivales de la ciudad: la Karam, Frangieh, Douaihy, Moawad y Makary.
Muchos historiadores están de acuerdo en que el nombre Zgharta se ha derivado de la palabra aramea zaghar, que significa fortaleza y en siríaco, el término zegharteh significa barricadas.
Tradicionalmente, la agricultura ha sido una gran parte de la economía local, con cultivos de aceituna para aceite de oliva alrededor de Zgharta y huertos de manzanas alrededor de Ehden. Recientemente, los sectores de servicios y manufacturas han experimentado un crecimiento significativo.

## Etimología
Se han dado varias explicaciones en cuanto al significado de Zgharta. La mayoría son de la opinión de que se refiere a los significados relacionados con fortalezas, ciudadelas, barricadas y similares. Un escritor sugirió que se deriva de la palabra aramea "zaghar", que significa la fortaleza o, alternativamente, de la palabra siria "zeghartay", que significa barricada. También se dice que Zgharta fue nombrado así por Youssef Bey Karam, que eligió ese nombre como un pequeño significado de Ehden (la expresión "zaghar Ehden" lo explica).

## Historia

### Prehistoria
La Llanura de Zgharta alrededor de Zgharta fue probablemente habitada desde el comienzo de la Revolución Neolítica por la cultura Qaraoun como lo demuestran algunas grandes y pesadas piedras neolíticas que se encuentran en el área que fue documentada por R. Wetzel y J. Haller en 1945.
Existe alguna evidencia de que el área de Zgharta fue habitada en el año 200 a. C. y que en los siglos II y III ya existían fortificaciones. Su estrecha asociación con el pueblo de Ehden comenzó en el siglo XVI.

### La fundación de la Zgharta moderna
El principio de la historia se registra en un manuscrito en el idioma siríaco, que pertenecía a Romanos Afandi Yammine, hijo de padre George Yammine, y ahora está en manos de su nieto Youssef Boutros Romanos Yammine. En él se describe cómo la gente de Ehden habían adquirido "las tierras de cultivo de Zgharta":
En la víspera del 24 de enero de 1515, Al-Ghazali, el gobernador de Damasco, junto con Sannan Pasha, el ministro del sultán Salim, había llegado a Ehden viajando a lo largo de la ruta de Damasco – Valle de Bekaa – Dahr al-Kadib – los cedros. Ellos transportaban fondos para el Sultán Salim que estaba en Egipto. Fueron recibidos como invitados por el jeque Iskandar, hijo del líder de Ehden, mientras que otros miembros de su séquito de viaje fueron invitados por la gente de Ehden. Fuertes nevadas y condiciones de congelación extrema que duraron dos días enteros los llevaron a quedarse cinco días en Ehden donde el jeque Iskandar y Kiriakos El Douaihy, el obispo local, suministraron a sus huéspedes una gran hospitalidad, generosidad y bondad. En respuesta a una petición de sus huéspedes, la gente de Ehden trató de despejar la pesada nieve de la carretera hasta el valle de Hayrouna, con vistas a la costa, acompañando a sus huéspedes a un lugar seguro en el que se despidieron de ellos con elogios de montaje.
En abril de 1516, el Obispo El Douaihy y el jeque Iskandar recibieron una carta de Al-Ghazali, diciendo haber sido informado por su ministro, Sannan Pasha, de sus pueblos y de la hospitalidad y asistencia. El Sultán Salim pidió que los premiara. A su regreso a Damasco, Al-Ghazali invitó al pueblo de Edhen a su encuentro en Trípoli. A petición del Jeque Iskander accedió a proporcionar a la gente un lugar para vivir lejos de las duras condiciones invernales que se enfrentaban en Ehden. Al-Ghazali accedió a esta solicitud. Acompañado de sus funcionarios, el jeque Iskandar se fue con el obispo de El Douaihy a elegir un lugar adecuado en la región de Al-Zawiyi. Eligieron una granja abandonada, que contiene unas pocas casas demolidas y una torre en el centro, situado entre los ríos Joueit y Rashein. Al-Ghazali, al regreso de sus funcionarios con las medidas del lugar, se comprometió a realizar un "Firmán Shahani" (un decreto) de Sultan Salim, con el cual la propiedad de la tierra pasaría a la gente de Ehden.